# Piotr Pręgowski (aktor)
Piotr Edward Pręgowski (ur. 15 lutego 1954 w Warszawie) – polski aktor, piosenkarz i samorządowiec.

## Życiorys
W młodości trenował zapasy, był juniorskim mistrzem Warszawy w stylu klasycznym. Karierę zapaśniczą zakończył w 1975 roku.
Uzyskał dyplom technika mechanika obróbki skrawaniem.
W 1979 roku ukończył studia na PWST w Warszawie. 16 listopada 1984 roku zadebiutował na deskach Operetki Warszawskiej w musicalu Boso, ale w ostrogach. W latach 1995–2002 prowadził Od ucha do ucha w programie Disco Relax. Brał udział w I edycji programu Gwiezdny cyrk, gdzie zajął 4. miejsce. Na fali popularności serialu Ranczo był pomysłodawcą utworzenia Festiwalu Piosenki Ranczerskiej Wilkowyjce. Jest znany z dubbingu jako Miś Boo-Boo z filmów i seriali o Misiu Yogi.
Od 2014 roku był radnym sejmiku województwa kujawsko-pomorskiego z ramienia Polskiego Stronnictwa Ludowego. W 2018 roku nie ubiegał się o reelekcję.
Mąż aktorki Ewy Kuryło, mają córkę Zofię.

## Piosenki
- Tatuaże (1999)

## Filmografia
- 1976: Barwy ochronne jako student, uczestnik obozu
- 1977: Polskie drogi jako partyzant GL przyjmujący przysięgę oddziału (odc. 9)
- 1977: Nie zaznasz spokoju jako Janek "Dzięcioł" Maliniak, brat Tolka
- 1980: Miś jako goniec przy produkcji filmu "Ostatnia paróweczka hrabiego Barry Kenta"
- 1986: Zmiennicy jako Krashan Bhamaradżanga
- 1986: Wcześnie urodzony jako ciężarowiec Jan Chrobak, syn Józefa
- 1987: Brawo mistrzu jako "Mops", szef zespołu muzycznego
- 1991: Przeklęta Ameryka
- 1991: Latające machiny kontra Pan Samochodzik jako "ochroniarz" Franek
- 1993: Żywot człowieka rozbrojonego (odc. 2 i 3)
- 1994: Zespół adwokacki jako adwokat Piotr, kolega Korewicza (odc. 11)
- 1995: Sukces... jako Włodek Barciak, związkowiec z Fabryki Naczyń Emaliowanych w Spychowie (odc. 8 i 9)
- 1997: Wojenna narzeczona jako szmalcownik "Czarny" (odc. 3)
- 1997, 2020, od 2021: Klan jako Mirosław Zagrosik (1997), udzielał głosu postaci Koziełły (choroba Andrzeja Strzeleckiego) (2020), Mirosław Zieliński (od 2021)
- 1998: Z pianką czy bez jako listonosz (odc. 2)
- 2000: To my jako szef Agaty
- 2000: Duża przerwa jako Kapral
- 2002: Świat według Kiepskich jako robotnik (odc. 107)
- 2002, 2005: Plebania jako Bolek Bednarek, ojciec Renaty i Marka
- 2003: Miodowe lata jako "Wroński", kumpel Kurskiego (odc. 115)
- 2003: Kasia i Tomek jako fachowiec (odc. 5/Seria III); jako psycholog [tylko głos] (odc. 21/Seria II); jako trener judo (odc. 31/Seria III)
- 2004: Camera Café jako Roman Dębski
- 2006–2009, 2011–2016: Ranczo jako Patryk Pietrek
- 2006: Hela w opałach jako Wojtek
- 2007: Ranczo Wilkowyje jako Patryk Pietrek
- 2007: Pitbull jako detektyw Ostrowski
- 2007: Kryminalni jako trener Walczak (odc. 68)
- 2007: Halo Hans! jako Hermann Brudner
- 2008: Świat według Kiepskich jako Piotr Pączek (odc. 296)
- 2008: Świat według Kiepskich jako Rysiek (odc. 305)
- 2009: Świat według Kiepskich jako Bednarczyk (odc. 317)
- 2010–2011: Ludzie Chudego jako podkomisarz Marian Kociński
- 2011: Unia serc jako dyrektor szkoły (odc. 12)
- 2011: Ojciec Mateusz jako Adam Grabski, ojciec Weroniki (odc. 91)
- 2012: Świat według Kiepskich jako błazen (odc. 388)
- 2015: Fajna ferajna czyli powstanie oczyma dzieci jako głos mężczyzny
- 2019: Miłość na zakręcie jako Marian
- od 2022: 48 h. Zaginieni
- od 2022: Leśniczówka jako burmistrz Białoleśni, Grzegorz Orłowski

## Polski dubbing
- Filmy i seriale z Misiem Yogi jako Miś Bubu:
  - 1958–1988: Miś Yogi
  - 1964: Miś Yogi: Jak się macie – Misia znacie?
  - 1972: Arka Yogiego
  - 1980: Pierwsza wigilia Misia Yogi
  - 1987: Wielka ucieczka Misia Yogi
  - 1987: Miś Yogi i czarodziejski lot Świerkową Gęsią
  - 1988: Złych czterech i Pies Huckleberry
- 1968–1969: Odlotowe wyścigi
- 1980–1982: Scooby i Scrappy Doo – Dusty
- 1983: Dookoła świata z Willym Foggiem – Ralph
- 1986–1987: Mój mały kucyk
- 1992: Ciuchcia – „Rebuś” – łamigłówki, zagadki
- 1996–1997: Kulfon, co z ciebie wyrośnie?
- 1997: Życzenie Annabelli – Sobomirek
- 1997: Herkules – Panik
- 1998: Zabić Sekala – Kurdupel
- 2001–2008: Cafe Myszka – Panik
- 2002: Król Maciuś Pierwszy
- 2006: Dżungla – Wąż Ksysiek
- 2006–2007: Lola i Virginia
- 2010: Najlepszy kontakt – Hans Wurst
- 2012: Podróż na Tajemniczą Wyspę – Gabato